# Spominska knjiga ljubljanske plemiške družbe sv. Dizma
Spominska knjiga ljubljanske plemiške družbe sv. Dizma (latinsko Theatrum Memoriae Nobilis ac Almae Societatis Unitorum) je najpomembnejši iluminiran rokopis slovenskega baroka.
Rokopis je nastajal med letoma 1688 in 1801 (113 let) in predstavlja kroniko ljubljanske družbe sv. Dizme. Vsak izmed 195 članov te bratovščine je prispeval svoj razkošno okrašeni list z emblemom, v katero je bil vključen na vrhu latinski rek, izbrano nemško člansko ime, v sredi osebni ali družinski grb z življenjskim motom člana, datum včlanitve, spodaj pa še lastnoročni podpis, ter naknadno vpisana letnica smrti in ponekod še nekatere druge pripombe. Tako se je skozi leta nabralo 187 celostranskih iluminacij, ponekod dopolnjenimi s pozlato. Ostali napisi v spominski knjigi so v nemščini. Knjigo je ilustriralo vsaj dvanajst iluminatorjev, a jih večina ni znana. Med znanimi izstopajo Andrej Trost, Simon Tadej Volbenk Grahovar, Bartolomej Ramschissl in Matija Greyscher. Edini portret je podoba Wolfganga Sigismunda Künpacha, a ni vključen neposredno v Künpachovo predstavitev, temveč je umeščen na začetek knjige; s tem mu je bila izkazana posebna čast kot ustanovitelju. Večina vpisanih nima življenjepisa, saj po smrti Janeza Gregorja Dolničarja (l. 1719), prvega tajnika družbe, njegovi nasledniki niso zapisovali življenjepise umrlih.
V uvodni besedi Janez Gregor Dolničar zapiše, da se je druščina izobražencev:
odločila, da kakor na razstavi ali v gledališču predstavi krepostno Življenje vseh članov, njihove simbole in grbe, in to sicer z namenom, da bi svoje naslednike spodbudila k posnemanju vsakovrstnih visokih kreposti in da bi se jih potem, ko bodo po smrti odtegnjeni pogledu, spominjali in o njih premišljevali. 
Idejni koncept knjige je povzet po veliko bolj preprosti spominski knjigi članov bolonjske Akademije zmrznjenih: Memorie, Imprese, e Kitralli Memorie, Imprese, e Ritralti de' Signori Accademici Gelali de Bologna, katere član je bil tudi Dolničar.
Skozi iluminacije lahko sledimo razvoju likovnih slogov, od bogatega baroka do lahkotnega rokokoja in proti koncu do jezika razsvetljenstva. Čeprav ne gre za knjigo emblemov v ožjem pomenu besede, temveč za spominsko knjigo družbe izobražencev, se ljubljanski rokopis tudi v svetovnem merilu uvršča med pomembne spomenike emblematike.
Original spominske knjige hranijo v Arhivu Slovenije, leta 2001 pa je izšla prestižna faksimilirana izdaja s študijami v nakladi 200 izvodov pri založbi Mladinska knjiga.